# 필립 애봇

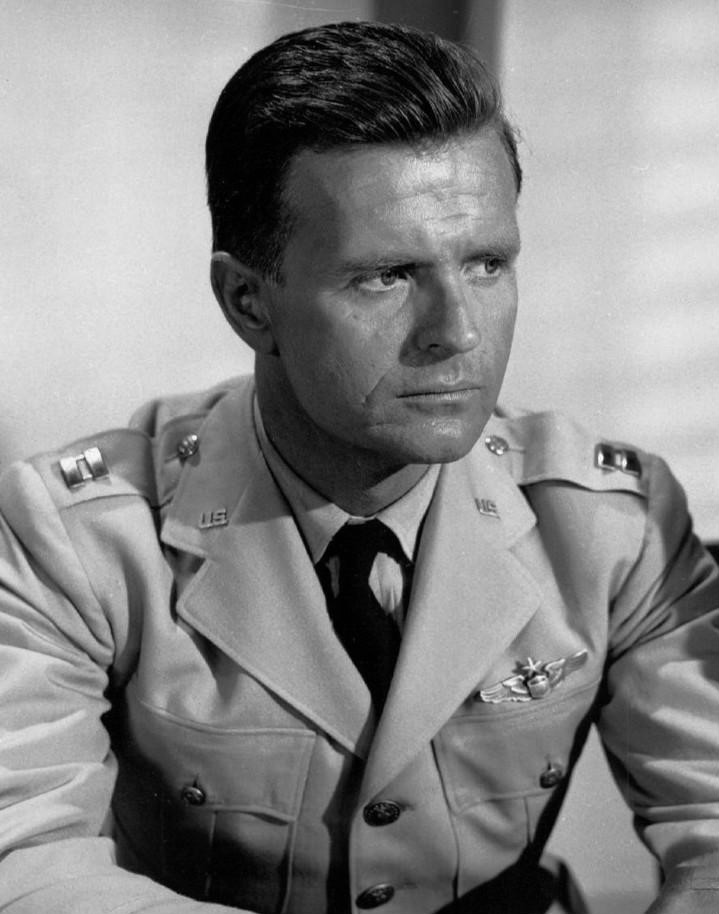

필립 애벗(Philip Abbott, 영어 발음: /æbət/, 1923년 3월 21일 ~ 1998년 2월 23일)은 미국의 배우, 성우이다.
링컨에서 태어났다.

## 출연 작품
- 악령의 퍼스트 파워 (1990년)
- 사반나의 미소 (1982년)
- 테일 거너 조 (1977년)
- 도즈 캘로웨이스 (1965년)
- 미라클 오브 더 화이트 스탤리언스 (1963년)
- 스윗 버드 오브 유스 (1962년)
- 벤 케이시 (1961년)
- 총각 파티 (1957년)
- 투명 소년 (1957년)

### 텔레비전
- Studio One (1952-58)
- 딜론 보안관 (1958-63)
- 페리 메이슨 (1961, 1965)
- 제3의 눈 (1963-64)
- The Magical World of Disney (1965) - 에드 배럿 역
- FBI (1965-74)
- 6백만 달러의 사나이 (1977)
- 형사 Q (1978-83)
- 더 영 앤 더 레스트리스 (1986)
- 제너럴 호스피털 (1987)